# 哈馬德納
35°54′N 0°45′E / 35.900°N 0.750°E

哈馬德納（阿拉伯语：‎），是阿爾及利亞的城鎮，位於該國西北部，由埃利贊省負責管轄，是哈馬德納區的首府，面積121平方公里，海拔高度79米，2008年人口20,805，人口密度每平方公里172人。